# Saint-Germain-Laprade
Saint-Germain-Laprade è un comune francese di 3 528 abitanti situato nel dipartimento dell'Alta Loira della regione dell'Alvernia-Rodano-Alpi.

## Società

### Evoluzione demografica
Abitanti censiti